# Fumihiko Maki

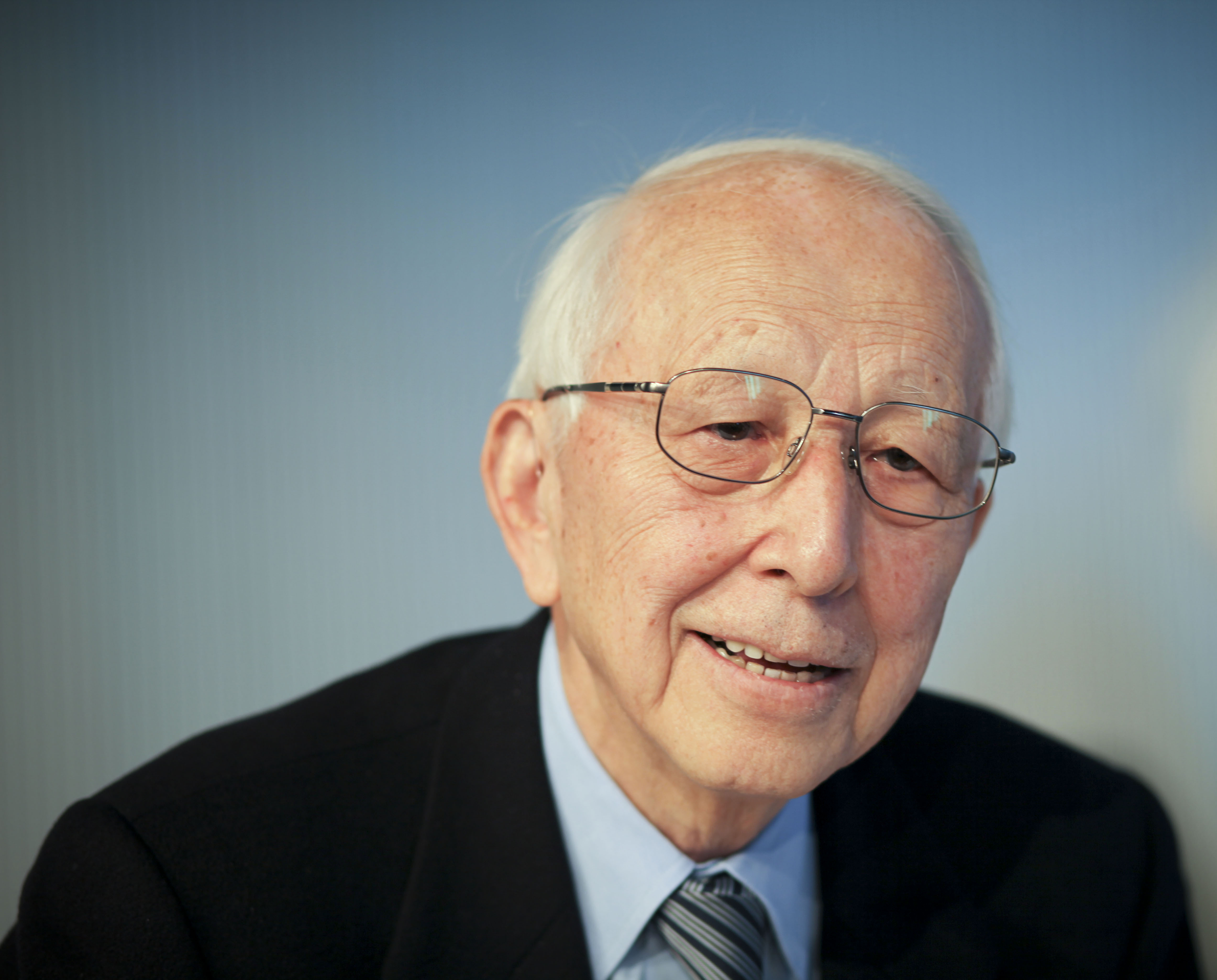
Fumihiko Maki (2010)

Fumihiko Maki (japanisch 槇 文彦, Maki Fumihiko; * 6. September 1928 in Tokio, Japan; † 6. Juni 2024 ebenda) war ein japanischer Architekt. 1993 wurde er mit dem Pritzker-Preis für Architektur geehrt.

## Leben

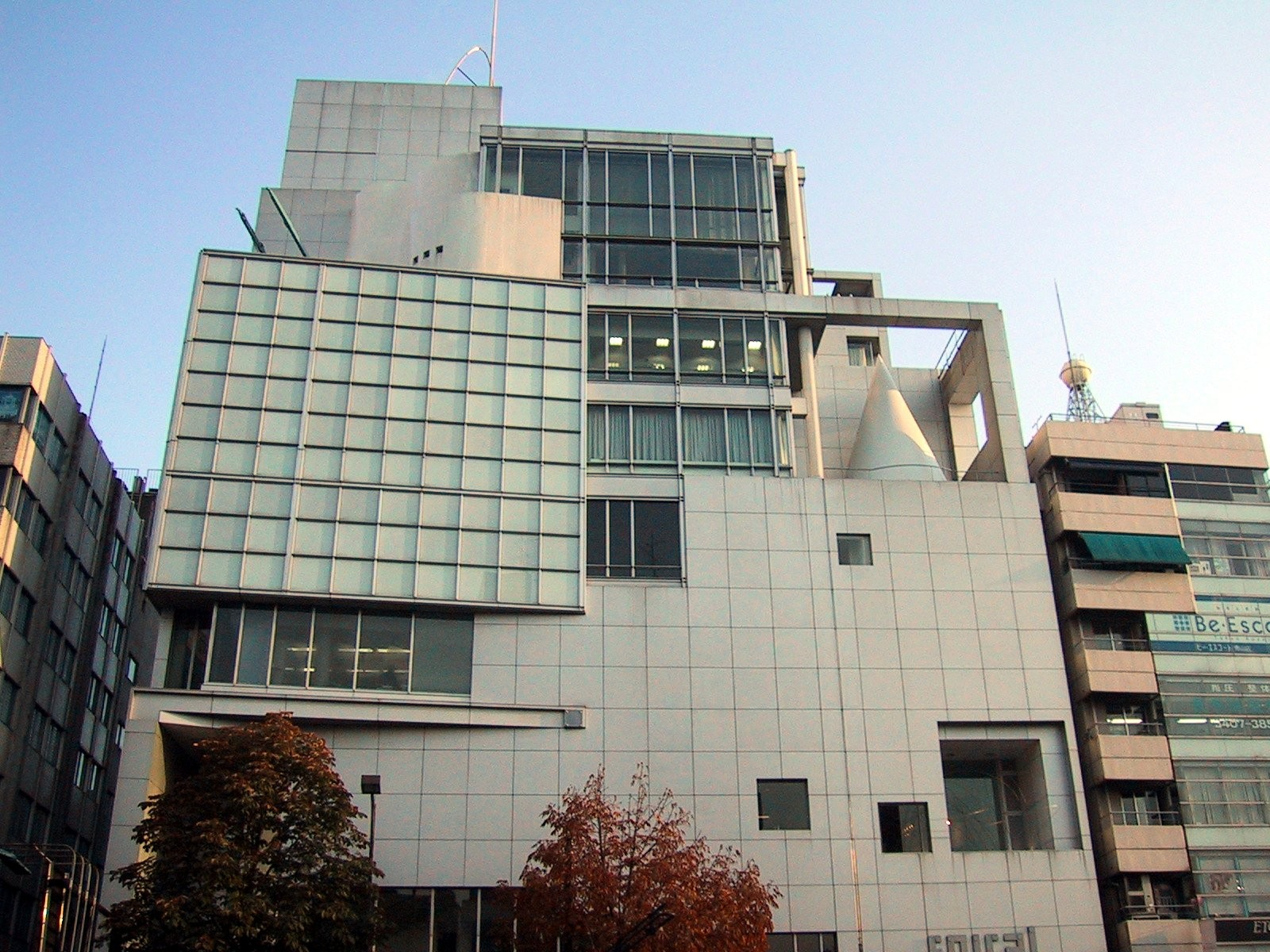
Spiral House in Tokio von Fumihiko Maki

Maki studierte bis 1952 an der Universität Tokio, wo er seinen Bachelor machte. An der Universität in Tokio studierte er zusammen mit Kenzō Tange. Darauf folgte ein Jahr an der Cranbrook Academy of Art, wo er durch Eliel Saarinen stark beeinflusst wurde. Später machte er seinen Master an der Harvard Graduate School of Design. Nach dem Studium arbeitete er unter anderem für das Architekturbüro Skidmore, Owings and Merrill in New York City und wurde 1956 für einige Jahre an der Harvard-Universität zum Professor berufen. Im Jahr 1965 kehrte er nach Japan zurück und machte sich selbständig.
In den Jahren 1979 bis 1989 war Maki Professor für Bauingenieurwesen an der Universität Tokio.
1993 erhielt er für die Neugestaltung des Tokyo Metropolitan Gymnasium den Pritzker-Preis. 1997 wurde Maki die Ehrenmitgliedschaft im Bund Deutscher Architekten BDA verliehen. 1999 erhielt er den Praemium Imperiale. Er war zudem Mitglied der American Academy of Arts and Sciences (ab 1996) und der American Academy of Arts and Letters (ab 2010). 2013 beklagte er sich ob der Pläne für den Bau eines von Zaha Hadid entworfenen neuen Stadions in Tokio, worauf ein anderes Stadion gebaut wurde.
Fumihiko Maki starb am 6. Juni 2024 in seinem Zuhause in Tokio im Alter von 95 Jahren. Die Eröffnung des von ihm geschaffenen Museums Reinhard Ernst in Wiesbaden am 23. Juni 2024 erlebte er nicht mehr.

## Werke (Auswahl)

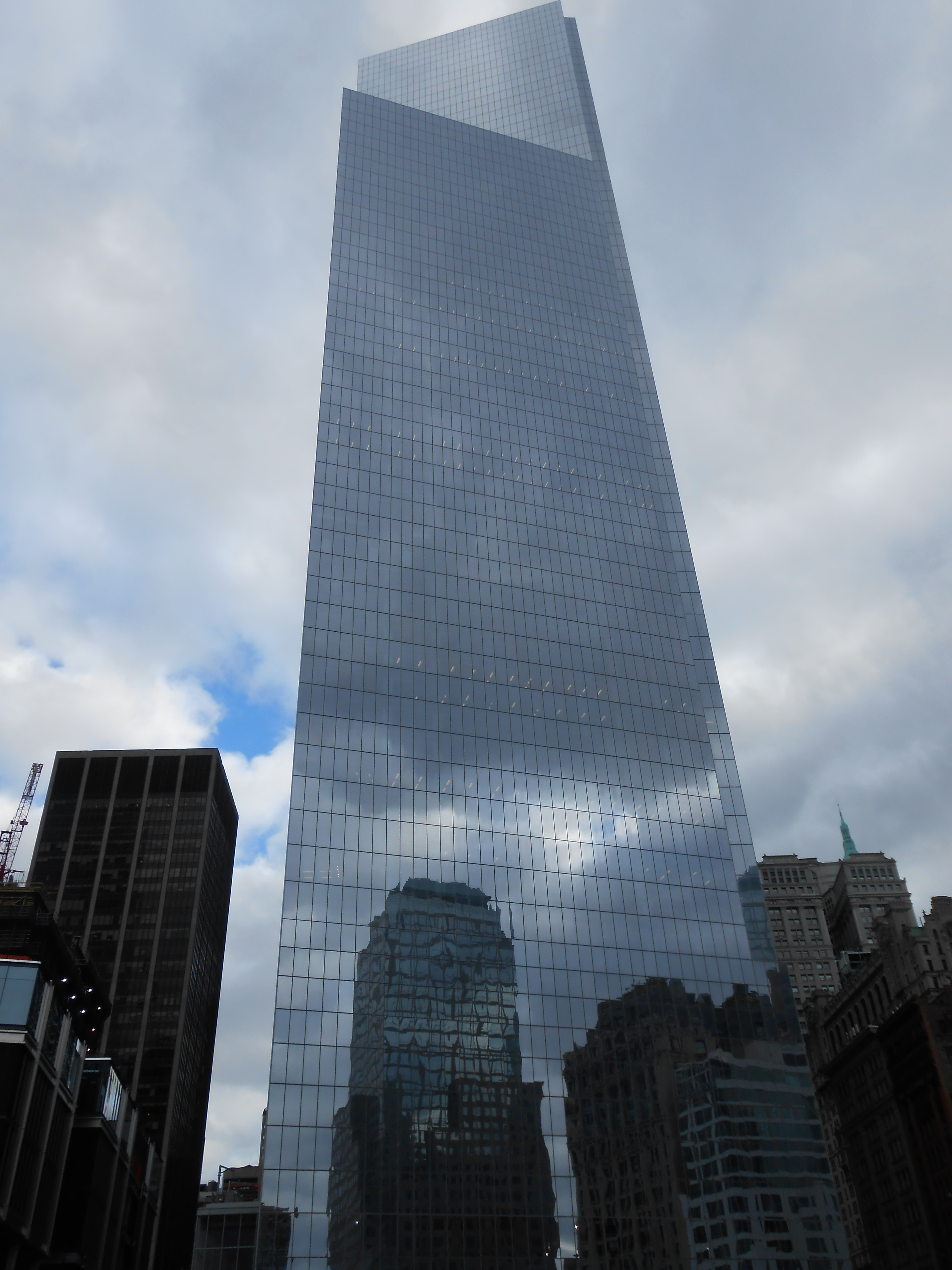
Four World Trade Center (2014)

- Memorial Hall Auditorium der Universität Nagoya (1960, Nagoya)
- Eigenes Haus (1978, Tokio)
- Makuhari-Messe (1989, Chiba)
- Shonan Fujisawa Campus der Keiō-Universität (1990, Fujisawa)
- Yerba Buena Center for the Arts (1993, San Francisco)
- Büropark Isar (1994, Hallbergmoos[6] bei München)
- Ensemble Global Gate (2000–2006, Düsseldorf)
- Bürogebäude Solitaire (2001, Düsseldorf)
- Bürogebäude des Senders TV Asahi (2003, Tokio)
- Four World Trade Center, Neubaugebäude am Ground Zero in New York City (2008–2013)
- Gate of Taipei, Taipeh, Taiwan (2009–2013)
- Museum Reinhard Ernst, Wiesbaden (Eröffnung 23. Juni 2024)[7]